# Früheste der Mark
Die Früheste der Mark oder auch Speyerer Maikirsche ist eine zu den Herzkirschen gehörende rote Sorte der Süßkirschen in Deutschland. Sie ist eine der am frühesten reifen Kirschsorten. 

## Herkunft
Die Früheste der Mark ist eine der ältesten Kirschensorten, sie wurde schon 1794 vom bekannten Kirschpomologen Christian Truchseß von Wetzhausen zu Bettenburg in seinem Werk  Ueber Classifikation der Kirschensorten erwähnt. Er bestimmte diese Art, da sie zu dieser Zeit die früheste Kirschsorte im Jahr war, als Startsorte der Kirschwochen.  
Die Herkunft der Sorte ist nicht eindeutig, nach manchen Quellen soll sie aus Frankreich stammen, nach anderen wiederum soll sie in Guben, in Deutschland gezüchtet worden sein. Sie war früher eine von den Baumschulen weit verbreitete Art. Durch Neuzüchtungen wie der Burlat und anderen hat sie stark an Bedeutung verloren.

## Frucht
Die Frucht ist klein, breitrundlich bis rundlich, stiel- und stempelseitig abgerundet oder abgeplattet, die Oberfläche wirkt oft unregelmäßig-beulig, die beiden Fruchthälften sind oft verschieden stark ausgebildet und buckelig. Die Farbe ist zunächst ein glänzendes Purpur und wird mit zunehmender Reife dunkler bis zuletzt Tiefdunkelrot. Das weiche Fruchtfleisch ist dunkelrot und sehr saftig. Der Geschmack der vollreifen Früchte ist angenehm säuerlich aromatisch. Es löst sich gut vom Stein. Der kleine Stein ist breit und gegen den Scheitel abgerundet ohne scharfe Kante. Der dünne Stiel ist kurz bis mittellang etwa 4 cm und rein grün mit fruchtseitig kleinem Stielansatz. Sie reift leicht folgernd. 

## Baum
Der Baum ist mittelstark, mit hochkugelförmigen Kronen. Die Leitäste stehen aufrecht. Er bevorzugt leichte, warme Böden im Weinbauklima. Die Blüte ist früh, vor dem Blattaustrieb und frostempfindlich. Da sie selbststeril ist, braucht sie einen Befruchtungspartner. Geeignet sind Büttners Rote Knorpelkirsche, Große Prinzessin, Große Schwarze Knorpelkirsche und die Braunauer Kirsche.